# Bjørn Eidsvåg
 (mars 2012).
Si vous disposez d'ouvrages ou d'articles de référence ou si vous connaissez des sites web de qualité traitant du thème abordé ici, merci de compléter l'article en donnant les références utiles à sa vérifiabilité et en les liant à la section « Notes et références ».
Bjørn Eidsvåg, né le 17 mars 1954 à Sauda, est un auteur, compositeur et interprète norvégien.

## Biographie
Pasteur luthérien, ses chansons sont dépouillées, accompagnées à la guitare et souvent mélancoliques. Il a réalisé plus de vingt albums depuis le premier en 1976 et a vu sa carrière couronné de trois Spellemannprisen.
Son titre le plus connu, écrit en 1983 dans un dialecte norvégien Eg ser (« je vois ») évoque l'accompagnement d'un malade vers la mort.

## Discographie
- Inn for Landing, 1976
- Bakerste Benk, 1978
- Endelig Voksen, 1980
- Live in New York, 1981
- Passe Gal, 1983
- På Leit, 1984
- Bjørn's beste, 1985
- Dansere i Natten, 1986
- Vertigo, 1988
- Alt Du Vil Ha, 1990
- Tatt Av Vinden, 1990
- Til alle Tider, 1992
- Allemannsland, 1993
- Landet Lenger Bak, 1996
- På Svai, 1999
- Tapt Uskyld, 1999
- Hittil og Littil (Live), 2000
- Tålt, 2002
- Skyfri Himmel, 2004
- En Vakker Dag, 2004
- Nåde, 2006
- Pust, 2008
- De beste, 2009
- Rundt neste sving, 2010